# Damon Hill
Damon Graham Devereux Hill OBE , född 17 september 1960 i London, är en brittisk racerförare som blev världsmästare i Formel 1 säsongen 1996. Han är son till racerföraren Graham Hill.

## Racingkarriär
Hill tävlade först med motorcyklar relativt framgångsrikt. Han inledde sin bilracingkarriär i det brittiska F3-mästerskapet 1986, där han blev nia. Han körde i serien ytterligare två säsonger och kom som bäst trea 1988. Han gick sedan vidare till Formel 3000 där han kom sjua som bäst 1991.
Säsongen 1992 körde Hill i formel 1 för Brabham, och kvalade då in till två deltävlingar. Säsongen 1993 fick han en förarplats i Williams, efter att Nigel Mansell tackat nej till nytt kontrakt.
Alain Prost vann mästerskapet före Ayrton Senna med Hill på tredje plats efter att han tagit tre delsegrar i rad under hösten. Han hade kunnat vinna ett par lopp till, men fick då tekniska problem mot slutet. 
Säsongen 1994 kom Hills riktiga genombrott. Senna, som värvats till stallet förolyckades i San Marino, och Hill blev försteförare. Han vann sex lopp, och hämtade därmed in Michael Schumachers 37 poängs försprång, så att det bara skilde en poäng inför säsongsfinalen i Australien. Schumacher, som ledde racet, åkte av banan och kolliderade kontroversiellt med Hill när han kom upp på banan igen. Båda förarna tvingades bryta loppet, och Schumacher tog därmed mästartiteln. Säsongen 1995 var sämre för Hill. Schumacher vann nio race jämfört med Hills fyra och säkrade titeln med två race kvar. 
Hill gjorde under säsongen flera individuella misstag, bland annat körde han på Schumacher vid två tillfällen, och förlorade i Belgien på grund av en alltför försiktig strategi. 

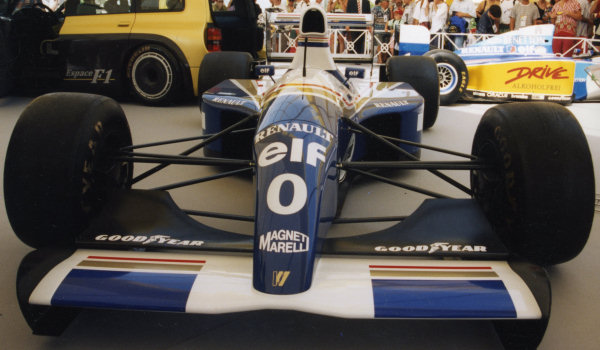
Damon Hills Williams-Renault #0.

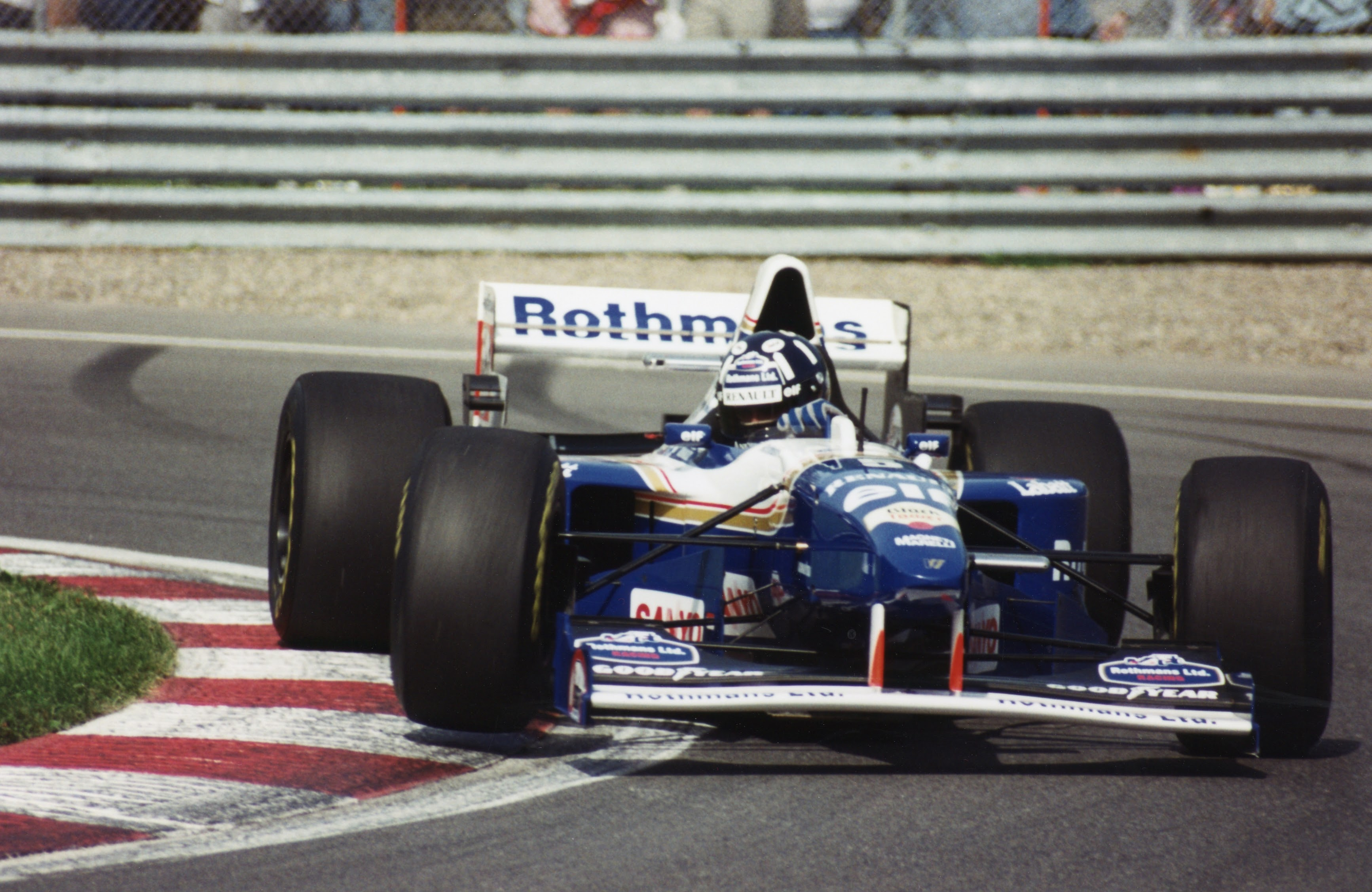
Damon Hill i Williams-Renault i.

Säsongen 1996 kom Hills stora chans att ta VM-titeln, då Schumacher körde för Ferrari som inte hade någon bil som kunde konkurrera med Williamsbilarna. Dessutom visade sig Schumachers ersättare Jean Alesi och Gerhard Berger tidigt oförmåga att kunna utmana om förartiteln. Detta gjorde att Hill fick en intern duell med stallkamraten Jacques Villeneuve om titeln. Hill vann åtta race och Villeneuve fyra, vilket vägde upp dennes jämnhet. Villeneuve skulle tagit titeln om han vunnit det sista racet samtidigt som Hill blivit poänglös. När Villeneuve tvingades bryta var saken klar och Hill blev världsmästare. 
Efter VM-titeln fick Hill lämna Williams, då han inte kom överens om lönen med stallet. 
Säsongen 1997 körde han istället för Arrows, för vilka han bara var ett varv från att ta deras första seger, men ett växellådeproblem gjorde att han slutade tvåa i Ungern. För övrigt blev det bara en säsong, då materialet var undermåligt. Hill avslutade sin karriär i Jordan. Han tog stallets första seger i Belgiens Grand Prix 1998 och slutade sexa i förarmästerskapet 1998. Säsongen 1999 slutade han tolva och valde att sluta tävla eftersom han saknade motivation.

### Diskvalificerad i F1-lopp

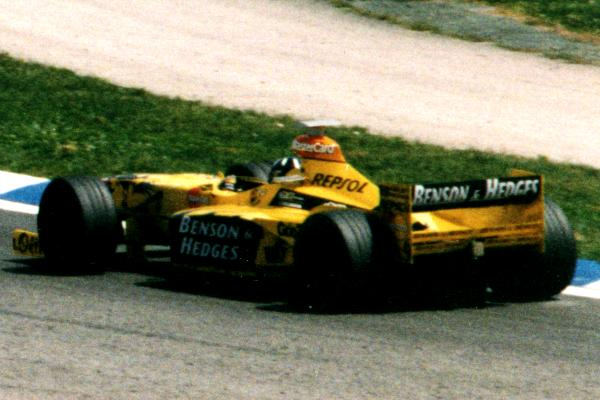
Damon Hill i Jordan-Mugen Honda i.

## F1-karriär
| Säsong                | Stall/Tillverkare     | Placering             | Lopp | Poäng | Etta | Tvåa | Trea | Pole | Varv |
| --------------------- | --------------------- | --------------------- | ---- | ----- | ---- | ---- | ---- | ---- | ---- |
| 1992                  | Brabham-Judd          | -                     | 8    |       |      |      |      |      |      |
| 1993                  | Williams-Renault      | 3                     | 16   | 69    | 3    | 4    | 3    | 2    | 4    |
| 1994                  | Williams-Renault      | 2                     | 16   | 91    | 6    | 5    |      | 2    | 6    |
| 1995                  | Williams-Renault      | 2                     | 17   | 69    | 4    | 3    | 2    | 7    | 4    |
| 1996                  | Williams-Renault      | 1                     | 16   | 97    | 8    | 2    |      | 9    | 5    |
| 1997                  | Arrows-Yamaha         | 12                    | 17   | 7     |      | 1    |      |      |      |
| 1998                  | Jordan-Mugen Honda    | 6                     | 16   | 20    | 1    |      |      |      |      |
| 1999                  | Jordan-Mugen Honda    | 12                    | 16   | 7     |      |      |      |      |      |
| Sammanlagt 8 säsonger | Sammanlagt 8 säsonger | Sammanlagt 8 säsonger | 122  | 360   | 22   | 15   | 5    | 20   | 19   |

| 1. Ungern 1993 2. Belgien 1993 3. Italien 1993 4. Spanien 1994 5. Storbritannien 1994 6. Belgien 1994 7. Italien 1994 8. Portugal 1994 9. Japan 1994 10. Argentina 1995 11. San Marino 1995 12. Ungern 1995 13. Australien 1995 14. Australien 1996 15. Brasilien 1996 16. Argentina 1996 17. San Marino 1996 18. Kanada 1996 19. Frankrike 1996 20. Tyskland 1996 21. Japan 1996 22. Belgien 1998 |

| 1. Brasilien 1993 2. Europa 1993 3. Monaco 1993 4. Frankrike 1993 5. Brasilien 1994 6. Kanada 1994 7. Frankrike 1994 8. Ungern 1994 9. Europa 1994 10. Monaco 1995 11. Frankrike 1995 12. Belgien 1995 13. Ungern 1996 14. Portugal 1996 15. Ungern 1997 |

| 1. Kanada 1993 2. Portugal 1993 3. Australien 1993 4. Portugal 1995 5. Stilla havet 1995 |

| 1. Frankrike 1993 2. Portugal 1993 3. Frankrike 1994 4. Storbritannien 1994 5. Brasilien 1995 6. Monaco 1995 7. Frankrike 1995 8. Storbritannien 1995 9. Tyskland 1995 10. Ungern 1995 11. Australien 1995 12. Brasilien 1996 13. Argentina 1996 14. Europa 1996 15. Spanien 1996 16. Kanada 1996 17. Storbritannien 1996 18. Tyskland 1996 19. Italien 1996 20. Portugal 1996 |

| 1. Storbritannien 1993 2. Italien 1993 3. Portugal 1993 4. Australien 1993 5. San Marino 1994 6. Frankrike 1994 7. Storbritannien 1994 8. Belgien 1994 9. Italien 1994 10. Japan 1994 11. Spanien 1995 12. Storbritannien 1995 13. Ungern 1995 14. Australien 1995 15. Brasilien 1996 16. Europa 1996 17. San Marino 1996 18. Tyskland 1996 19. Ungern 1996 |